# Burg Wassenberg
Die Burg Wassenberg ist eine Höhenburg auf dem „Burgberg“ bei 92 m ü. NN in der Stadt Wassenberg (Kirchstraße/Burgstraße) im Kreis Heinsberg in Nordrhein-Westfalen.

## Geschichte
Die Geschichte der Burg und der Stadt Wassenberg sind eng miteinander verbunden.
1020 schenkte Kaiser Heinrich II. Burg und Land Wassenberg Gerardus von Antoing. Dieser nannte sich von nun an Gerhard Graf von Wassenberg und begründete damit das Grafenhaus Wassenberg, welches nach vier Generationen auf Burg Wassenberg das Grafentum Geldern gründete. Die Burg Wassenberg besteht allerdings schon deutlich länger; der Vorgängerbau war vermutlich eine römische Wehranlage. Nach der Teilnahme des Grafen Gerhard III. von Wassenberg an den Kreuzzügen stiftete dieser die St.-Georgs-Basilika (deren Schiff nach Beschädigung im Zweiten Weltkrieg abgebrochen und durch einen Neubau ersetzt wurde) und ein zugeordnetes Stift. 1118 vollendete Gerhard IV. Graf von Wassenberg den Bau von Stift und Kirche, welche am 30. September 1118 durch Bischof Otbert von Lüttich geweiht wurde. 1131 heiratete Jutta von Wassenberg, die Schwester Gerhards, Walram von Limburg und brachte so Wassenberg in Limburg ein. Da die Stammlinie der Grafen von Wassenberg nun das Grafentum Geldern weiterführte, konnte sich 1202 der Sohn Herzog Heinrichs von Limburg, der Burg und Land Wassenberg erbte, nur noch „Herr von Wassenberg“ nennen.
Schon 1273 erhielt Wassenberg Stadtrechte, die 1972 bei der kommunalen Neugliederung bestätigt wurden.
Siehe auch: Kaiserschlacht bei Wassenberg

## Beschreibung
Burg Wassenberg ist eine von nur drei Höhenburgen am Niederrhein neben Kleve und Liedberg. Die heute erhaltenen Teile der Höhenburg innerhalb der Stadtmauer stammen fast alle aus dem Jahr 1420. Der auf einem nach allen Seiten abfallenden Hügel stehende viergeschossige quadratische Bergfried aus der ersten Hälfte des 15. Jahrhunderts ist aus Backstein gemauert und dient heute als Aussichtsturm mit Blick über das Rurtal. Auf der südwestlichen Seite des Hügels befindet sich der Torturm mit einer korbbogigen Durchfahrt. An der Innenseite ist noch ein gotischer Spitzbogen erhalten. Das Obergeschoss und die Dachhaube stammen aus dem 18. Jahrhundert.
Die Burg Wassenberg wird seit dem 15. November 2018 unter dem Namen „Burg Wassenberg by Savio“ als Restaurant genutzt. Das Hotel wurde im Mai 2019 teilrenoviert neueröffnet.